# Kopec sv. Jana (přírodní památka)
Kopec sv. Jana je přírodní památka na území města Hradec Králové v okrese Hradec Králové, na západním svahu vrchu Kopec svatého Jana. Důvodem ochrany jsou společenstva hercynských dubohabřin a širokolistých suchých trávníků s výskytem na ně vázaných rostlin a živočichů. Ty slouží jako refugium významných organismů v urbanizované krajině.